# رنفروو (اکلاهما)
رنفروو(به انگلیسی: Renfrow) شهری در ایالت اکلاهما کشور ایالات متحده آمریکا است که جمعیت آن در سرشماری سال ۲۰۱۰ میلادی، ۱۲ نفر بوده‌است.